# Uncinia astonii
Uncinia astonii är en halvgräsart som beskrevs av Bruce Gordon Hamlin. Uncinia astonii ingår i släktet Uncinia och familjen halvgräs. Inga underarter finns listade i Catalogue of Life.